# Jewgienij Artiuchin (zapaśnik)
Jewgienij Timofiejewicz Artiuchin (ros. Евгений Тимофеевич Артюхин; ur. 17 czerwca 1949, zm. 12 lipca 2008) – radziecki i rosyjski zapaśnik startujący w stylu klasycznym.
Mistrz świata w 1983. Srebrny medalista mistrzostw Europy w 1980 i 1981. Pierwszy w Pucharze Świata w 1982. Mistrz świata weteranów w 1998 roku.
Mistrz ZSRR w 1978, 1981, 1982 i 1984; trzeci w 1972, 1976, 1979, 1983 i 1986 roku.
Był ojcem Siergieja (1976-2012, zapaśnik, olimpijczyk z Pekinu 2008) i Jewgienija (ur. 1983, hokeista).